# Foldrøy
Foldrøy este o localitate din comuna Bømlo, provincia Hordaland, Norvegia, cu o suprafață de 0,37 km² și o populație de 411 locuitori (2013).